# Märta Tikkanen
Märta Tikkanen (Helsinki, 3 aprile 1935) è una scrittrice finlandese di lingua svedese.

## Biografia
Nata a Helsinki, ha lavorato come reporter per Hufvudstadsbladet dal 1956 al 1961. Si è laureata in Lettere all'Università di Helsinki nel 1958 e ha conseguito un Master in filosofia nel 1961. Tikkanen era sposata con lo scrittore Henrik Tikkanen. Nel 1978 uscì un film basato sul suo libro Män kan inte våldtas, (in italiano "Gli uomini non possono essere stuprati"), diretto da Jörn Donner.

## Opere
- nu imorron (1970)
- Ingenmansland (1972)
- Vem bryr sig om Doris Mihailov (1974)
- Män kan inte våldtas (1975)
- Århundradets kärlekssaga (1978)
- Mörkret som ger glädjen djup (1981)
- Sofias egen bok (1982)
- Rödluvan (1986)
- Storfångaren (1989)
- Arnaía kastad i havet (1992)
- Bryta mot lagen (1992)
- Personliga angelägenheter (1996)
- Sofia vuxen med sitt MBD (1998)
- Två (2004)
- Emma & Uno - visst var det kärlek (2010)

## Premi e riconoscimenti
- 1982: Premio per l'informazione pubblica
- 1999: Premio Tollander
- 2011: Premio statale per la letteratura
- Premio finlandese dell'Accademia svedese